# Гонохе
Гонохе (яп. 五戸町 Гонохэ-мати) — посёлок в Японии, находящийся в уезде Саннохе префектуры Аомори. Площадь посёлка составляет 177,82 км², население — 18 574 человека (1 августа 2014), плотность населения — 104,45 чел./км².

## Географическое положение
Посёлок расположен на острове Хонсю в префектуре Аомори региона Тохоку. С ним граничат города Хатинохе, Товада, посёлки Рокунохе, Оирасе, Намбу и село Синго.

## Население
Население посёлка составляет 18 574 человека (1 августа 2014), а плотность — 104,45 чел./км². Изменение численности населения с 1980 по 2005 годы:
| 1980 | 23 720 чел. |  |
| 1985 | 23 638 чел. |  |
| 1990 | 22 525 чел. |  |
| 1995 | 21 666 чел. |  |
| 2000 | 21 318 чел. |  |
| 2005 | 20 138 чел. |  |

## Символика
Деревом посёлка считается тис остроконечный, цветком — хризантема, птицей — лебедь.